# Wijken en buurten in Terneuzen
De Nederlandse gemeente Terneuzen is voor statistische doeleinden onderverdeeld in wijken en buurten. De gemeente is verdeeld in de volgende statistische wijken:
- Wijk 10 Binnenstad (Terneuzen) (CBS-wijkcode:071510)
- Wijk 11 Noorderdokken (Terneuzen) (CBS-wijkcode:071511)
- Wijk 12 Haarmanweg (Terneuzen) (CBS-wijkcode:071512)
- Wijk 13 Zevenaar (Kern Terneuzen) (CBS-wijkcode:071513)
- Wijk 14 Handelspoort (Terneuzen) (CBS-wijkcode:071514)
- Wijk 15 Driewegen en Hugersluys (Terneuzen) (CBS-wijkcode:071515)
- Wijk 16 Oude Vaart (Terneuzen) (CBS-wijkcode:071516)
- Wijk 17 Triniteit (Terneuzen) (CBS-wijkcode:071517)
- Wijk 18 Lievenspolder (Terneuzen) (CBS-wijkcode:071518)
- Wijk 19 Noordpolder (Terneuzen) (CBS-wijkcode:071519)
- Wijk 20 Zuiderpark (Terneuzen) (CBS-wijkcode:071520)
- Wijk 21 Zuidpolder (Terneuzen) (CBS-wijkcode:071521)
- Wijk 22 Oudelandser Hoeve (Terneuzen) (CBS-wijkcode:071522)
- Wijk 23 Zeldenrust (Terneuzen) (CBS-wijkcode:071523)
- Wijk 24 Katspolder (Terneuzen) (CBS-wijkcode:071524)
- Wijk 25 Serlippenspolder (Terneuzen) (CBS-wijkcode:071525)
- Wijk 26 Othenepolder (Terneuzen) (CBS-wijkcode:071526)
- Wijk 28 Buitengebied Zuid (Terneuzen) (CBS-wijkcode:071528)
- Wijk 29 Spui (Terneuzen) (CBS-wijkcode:071529)
- Wijk 30 Biervliet (Terneuzen) (CBS-wijkcode:071530)
- Wijk 31 Driewegen (Terneuzen) (CBS-wijkcode:071531)
- Wijk 34 Biervliet-buitengebied (Terneuzen) (CBS-wijkcode:071534)
- Wijk 35 Hoek (Terneuzen) (CBS-wijkcode:071535)
- Wijk 36 Hoek-Braakman (Terneuzen) (CBS-wijkcode:071536)
- Wijk 37 Hoek-Dow-complex (Terneuzen) (CBS-wijkcode:071537)
- Wijk 38 Hoek-buitengebied Zuid (Terneuzen) (CBS-wijkcode:071538)
- Wijk 39 Hoek-buitengebied Noord (Terneuzen) (CBS-wijkcode:071539)
- Wijk 40 Sluiskil (Terneuzen) (CBS-wijkcode:071540)
- Wijk 41 Sluiskil-Buiten Oost (Terneuzen) (CBS-wijkcode:071541)
- Wijk 45 Zaamslag (Terneuzen) (CBS-wijkcode:071545)
- Wijk 46 Reuzenhoek (Terneuzen) (CBS-wijkcode:071546)
- Wijk 47 Zaamslag-Buiten Noord (Terneuzen) (CBS-wijkcode:071547)
- Wijk 48 Zaamslagveer (Terneuzen) (CBS-wijkcode:071548)
- Wijk 49 Zaamslag-Buiten Zuid (Terneuzen) (CBS-wijkcode:071549)
- Wijk 50 Kern Axel (Axel) (CBS-wijkcode:071550)
- Wijk 51 Spui (Axel) (CBS-wijkcode:071551)
- Wijk 53 Verspreide huizen West Axel (Axel) (CBS-wijkcode:071553)
- Wijk 54 Verspreide huizen Oost Axel (Axel) (CBS-wijkcode:071554)
- Wijk 55 Kern Koewacht (Koewacht) (CBS-wijkcode:071555)
- Wijk 56 Emmabaan -West (Koewacht) (CBS-wijkcode:071556)
- Wijk 57 Emmabaan -Oost (Koewacht) (CBS-wijkcode:071557)
- Wijk 58 Hazelarenstraat en omgeving (Koewacht) (CBS-wijkcode:071558)
- Wijk 59 Koewacht-buitengebied (Koewacht) (CBS-wijkcode:071559)
- Wijk 60 Kern Zuiddorpe (Zuiddorpe) (CBS-wijkcode:071560)
- Wijk 64 Zuiddorpe-buitengebied (Zuiddorpe) (CBS-wijkcode:071564)
- Wijk 65 Kern Overslag (Overslag) (CBS-wijkcode:071565)
- Wijk 69 Overslag-buitengebied (Overslag) (CBS-wijkcode:071569)
- Wijk 70 Kern Sas van Gent (Sas van Gent) (CBS-wijkcode:071570)
- Wijk 71 Zandstraat (Sas van Gent) (CBS-wijkcode:071571)
- Wijk72 Buitengebied-Zuid (Sas van Gent) (CBS-wijkcode:071572)
- Wijk 73 Zandstraat-buiten (Sas van Gent) (CBS-wijkcode:071573)
- Wijk 74 buitengebied-Noord (Sas van Gent) (CBS-wijkcode:071574)
- Wijk 75 Kern Westdorpe (Westdorpe) (CBS-wijkcode:071575)
- Wijk 76 Stroodorpe (Westdorpe) (CBS-wijkcode:071576)
- Wijk 79 Buitengebied (Westdorpe) (CBS-wijkcode:071579)
- Wijk 80 Philippine (Westdorpe) (CBS-wijkcode:071580)
- Wijk 84 Buitengebied Philippine (Westdorpe) (CBS-wijkcode:071584)

Een statistische wijk kan bestaan uit meerdere buurten. Onderstaande tabel geeft de buurtindeling met kentallen volgens het Centraal Bureau voor de Statistiek (2008):
| CBS-buurtcode | Buurtnaam                         | Inwonertal | Opp. totaal (ha) | Opp. land (ha) | Ligging                |
| ------------- | --------------------------------- | ---------- | ---------------- | -------------- | ---------------------- |
| BU07151000    | Binnenstad                        | 2460       | 113              | 98             | Locatie in de gemeente |
| BU07151100    | Noorderdokken                     | 30         | 28               | 24             | Locatie in de gemeente |
| BU07151200    | Haarmanweg                        | 30         | 48               | 47             | Locatie in de gemeente |
| BU07151300    | Zevenaar                          | 0          | 197              | 150            | Locatie in de gemeente |
| BU07151400    | Handelspoort                      | 30         | 84               | 83             | Locatie in de gemeente |
| BU07151500    | Driewegen en Hugersluys           | 200        | 24               | 24             | Locatie in de gemeente |
| BU07151600    | Oude Vaart                        | 1310       | 54               | 54             | Locatie in de gemeente |
| BU07151700    | Triniteit                         | 1490       | 24               | 24             | Locatie in de gemeente |
| BU07151800    | Lievenspolder                     | 2410       | 46               | 46             | Locatie in de gemeente |
| BU07151900    | Noordpolder                       | 2720       | 56               | 56             | Locatie in de gemeente |
| BU07152000    | Zuiderpark                        | 1140       | 56               | 55             | Locatie in de gemeente |
| BU07152100    | Zuidpolder                        | 860        | 15               | 15             | Locatie in de gemeente |
| BU07152200    | Oudelandser Hoeve                 | 2100       | 37               | 37             | Locatie in de gemeente |
| BU07152300    | Zeldenrust                        | 3280       | 117              | 101            | Locatie in de gemeente |
| BU07152400    | Katspolder                        | 1740       | 86               | 55             | Locatie in de gemeente |
| BU07152500    | Serlippenspolder                  | 2120       | 53               | 53             | Locatie in de gemeente |
| BU07152600    | Othenepolder                      | 1580       | 49               | 47             | Locatie in de gemeente |
| BU07152800    | Terneuzen (buitengebied Zuid)     | 30         | 251              | 228            | Locatie in de gemeente |
| BU07152900    | Spui                              | 210        | 17               | 16             | Locatie in de gemeente |
| BU07153000    | Biervliet                         | 1310       | 77               | 76             | Locatie in de gemeente |
| BU07153100    | Driewegen                         | 80         | 16               | 16             | Locatie in de gemeente |
| BU07153400    | Biervliet (buitengebied)          | 270        | 1837             | 1821           | Locatie in de gemeente |
| BU07153500    | Hoek                              | 2480       | 118              | 111            | Locatie in de gemeente |
| BU07153600    | Hoek (Braakman)                   | 20         | 623              | 467            | Locatie in de gemeente |
| BU07153700    | Hoek (Dow-complex)                | 0          | 570              | 566            | Locatie in de gemeente |
| BU07153800    | Hoek (buitengebied Zuid)          | 260        | 877              | 867            | Locatie in de gemeente |
| BU07153900    | Hoek (buitengebied Noord)         | 370        | 1979             | 1855           | Locatie in de gemeente |
| BU07154000    | Sluiskil                          | 2340       | 152              | 140            | Locatie in de gemeente |
| BU07154100    | Sluiskil (buitengebied Oost)      | 30         | 740              | 711            | Locatie in de gemeente |
| BU07154500    | Zaamslag                          | 1990       | 84               | 84             | Locatie in de gemeente |
| BU07154600    | Reuzenhoek                        | 150        | 20               | 20             | Locatie in de gemeente |
| BU07154700    | Zaamslag (buitengebied Noord)     | 1600       | 3130             | 3123           | Locatie in de gemeente |
| BU07154800    | Zaamslagveer                      | 120        | 7                | 7              | Locatie in de gemeente |
| BU07154900    | Zaamslag (buitengebied Zuid)      | 120        | 884              | 862            | Locatie in de gemeente |
| BU07155000    | Axel                              | 7310       | 290              | 282            | Locatie in de gemeente |
| BU07155100    | Spui                              | 20         | 3                | 3              | Locatie in de gemeente |
| BU07155300    | Verspreide huizen West Axel       | 360        | 1051             | 1010           | Locatie in de gemeente |
| BU07155400    | Verspreide huizen Oost Axel       | 380        | 2244             | 2231           | Locatie in de gemeente |
| BU07155500    | Koewacht                          | 1910       | 254              | 252            | Locatie in de gemeente |
| BU07155600    | Emmabaan -West                    | 150        | 238              | 238            | Locatie in de gemeente |
| BU07155700    | Emmabaan -Oost                    | 110        | 60               | 60             | Locatie in de gemeente |
| BU07155800    | Hazelarenstraat en omgeving       | 320        | 378              | 377            | Locatie in de gemeente |
| BU07155900    | Verspreide huizen Koewacht        | 120        | 1092             | 1074           | Locatie in de gemeente |
| BU07156000    | Zuiddorpe                         | 770        | 113              | 113            | Locatie in de gemeente |
| BU07156400    | Verspreide huizen Zuiddorpe       | 180        | 760              | 756            | Locatie in de gemeente |
| BU07156500    | Overslag                          | 160        | 50               | 50             | Locatie in de gemeente |
| BU07156900    | Verspreide huizen Overslag        | 100        | 706              | 700            | Locatie in de gemeente |
| BU07157000    | Sas van Gent                      | 3740       | 164              | 144            | Locatie in de gemeente |
| BU07157100    | Zandstraat                        | 260        | 49               | 48             | Locatie in de gemeente |
| BU07157200    | Buitengebied Sas van Gent - Zuid  | 20         | 141              | 113            | Locatie in de gemeente |
| BU07157300    | Buitengebied Zandstraat           | 110        | 1053             | 1044           | Locatie in de gemeente |
| BU07157400    | Buitengebied Sas van Gent - Noord | 30         | 289              | 266            | Locatie in de gemeente |
| BU07157500    | Westdorpe                         | 2010       | 250              | 236            | Locatie in de gemeente |
| BU07157600    | Stroodorpe                        | 10         | 94               | 71             | Locatie in de gemeente |
| BU07157900    | Buitengebied Westdorpe            | 40         | 2181             | 2071           | Locatie in de gemeente |
| BU07158000    | Philippine                        | 1920       | 86               | 85             | Locatie in de gemeente |
| BU07158400    | Buitengebied Philippine           | 250        | 2085             | 1977           | Locatie in de gemeente |